# Dospělé děti alkoholiků
Dospělé děti alkoholiků je organizace, která  sdružuje lidi, kteří se potýkají s následky alkoholismu jednoho, nebo obou rodičů. Mají mnoho společných rysů, které jim často brání v prožívání plnohodnotného života. Dospělé Děti Alkoholiků - DDA (z angl. Adult Children of Alcoholics - ACA/ACoA) používají uzdravující program pro dospělé, jejichž životy byly postižené důsledky vyrůstání v alkoholické či jinak dysfunkční rodině. Vychází z velmi úspěšné  organizace Anonymní Alkoholici (z angl. Alcoholics Anonymous - AA) a používá upravenou verzi jejich Dvanácti kroků a Dvanácti tradic.
Organizace nepřijímá žádné příspěvky z venku a je podporována členy. Není spřízněna s žádným konkrétním náboženstvím a nemá žádnou politickou příslušnost. Dítě v alkoholické rodině se ocitá v situaci, která není předvídatelná a navíc ji nemůže ovlivnit. Tím vzniká naučená bezmocnost. Rozvíjí se u něho mechanismy přežití, které mu v dětství slouží jako pomoc snášet nesnesitelné. Dítě je tedy  v traumatické situaci a ta má důsledky na jeho duševní a potažmo i tělesné zdraví.

## Historie a růst

### Dospělé Děti alkoholiků a jejich začátky
Dospělé Děti alkoholiků byly oficiálně založeny v roce 1978 v New Yorku. Za hlavního zakladatele je považován Tony A. spolu se skupinou Alateen. (Alateen je Dvanácti krokový program pro náctileté děti rodičů alkoholiků. Alateen je podporován dvanáctikrokovým programem Al-Anon pro příbuzné a přátele alkoholiků).
Skupina Alateen a Tony A. vytvořili speciálně zaměřenou skupinu, jež se odtrhla od Al-Anon a stala se první skupinou DDA. Nová skupina se jmenovala Generations a zaměřila se na uzdravení se z důsledků vyrůstání v dysfunkční rodině, zatímco zaměřením Al-Anonu je bezmocnost nad alkoholem a alkoholikem.
Tony je autorem seznamu charakterových vlastností zvaného Laundry List, prvního dokumentu DDA. Laundry List je seznam 14 znaků či společných rysů chování, jež podrobně popisuje osobnost dospělého dítěte alkoholika. Pro setkání skupin DDA dále vypracoval řešení pro lidi postižené rodinou  alkoholika a z dysfunkční rodiny, na práci na Krocích a schopnost poznat své pocity.
Název organizace je často připisován Janet G. Woititz (c. 1939 - 7. června 1994), americké psycholožce a výzkumnici, která je nejlépe známá svými spisy a přednáškami o dospělých dětech alkoholických rodičů, a autorem knihy z roku 1983 Adult Children alkoholiků.
Během 90. let prošla organizace rychlým růstem. V roce 1989 se uskutečnilo 1300 setkání DDA a do roku 2003 se odhadovalo na 40 000 členů DDA.  V roce 2014 bylo na celém světě 1300 skupin, z toho asi 780 v USA.

## Společné rysy
(podle jediné v češtině vyšlé knihy na toto téma od  Janet Geringerové Woititziové) jsou:
1) Dospělé děti alkoholiků (dále jen DDA) si nejsou jisty tím, jaké chování je normální.
2) DDA mají těžkosti při dotahování úkolů do konce.
3) DDA lžou v situacích, kdy by bylo stejně snadné říct pravdu.
4) DDA posuzují samy sebe bez slitování.
5) DDA mají problém se bavit.
6) DDA berou samy sebe velice vážně.
7) DDA mají problémy s důvěrnými vztahy.
8) DDA reagují nepřiměřeně na změny, které nemohou ovlivnit.
9) DDA neustále hledají a vyžadují pochvalu a ujištění.
10) DDA obvykle cítí, že jsou jiné než ostatní lidé.
11) DDA jsou buď mimořádně odpovědné, nebo mimořádně nezodpovědné.
12) DDA jsou extrémně loajální, a to i tehdy, když vidí, že jejich loajalita je nezasloužená.
13) DDA jsou impulzivní. Mají sklon nechat se vtáhnout do průběhu nějaké události, aniž by vážně uvažovaly o jiných alternativách chování nebo o možných důsledcích. Tato impulzivnost pak vede k vnitřnímu chaosu, k averzi vůči vlastní osobě a ke ztrátě kontroly nad svým prostředím. Kromě toho musí vynakládat velké úsilí, aby věci daly zase do pořádku.
(Woititzová, 1998, s.21)

## Organizace
DDA je organizována podle 12 kroků  a 12 tradic.  Pokud jde o to, jak a kdy se konají a vedou schůzky, funguje DDA  stejným způsobem jako AA Anonymní alkoholici.
Členové a hosté se schází většinou v prostorách kostelů, učeben a někdy i v léčebných centrech, které podporují skupiny DDA. Skupiny jsou svépomocné, anonymní a nemají vůdce. Pro dospělé děti alkoholiků a lidi s dysfunkčních rodin poskytuje tato podpůrná skupina bezpodmínečnou podporu kterou často vůbec nezažili a také rozšířenou rodinu. Dále je zde přítomná praktická pomoc při získávání nových dovedností. Skupina rozvíjí smysl pro vzájemnost a spolupráci. Člověk najednou není s problémem a na problém sám. To má silný terapeutický účinek.  DDA  je tedy bezpečným místem, kde je možné najít  svobodu vyjádřit všechen strach a zranění, které děti alkoholiků drželi v sobě a osvobodit se od pocitu studu a obviňování, které si nesli z minulosti.
Setkání se koná obvykle jednou týdně, trvá přibližně 60 minut a má svůj stálý řád. Na začátku se členové dokola představí svým křestním jménem (popř. pseudonymem) a dodají, že jsou dospělým dítětem alkoholika, dospělé dítě z dysfunkční rodiny nebo host. V průběhu setkání se přečtou nejdůležitější  body programu jako  Dvanáct kroků, Dvanáct tradic  a dále se přečte téma dne, o kterém se bude hovořit a  zazní modlitba poklidu. Největší  časový prostor je určen pro vzájemné sdílení, kdy hovoří o svých zkušenostech a zážitcích. Mluví vždy jen jeden člověk , který není nikým ani nijak přerušován. Délka jednotlivých sdílení (promluv) bývá někdy omezená, aby měli ostatní také možnost se zapojit.

## Program
DAA  je spíše terapeutický program, který klade důraz na péči o sebe a  vlastního zraněného vnitřního dítěte. Kdo se pravidelně účastní  těchto setkání, může začít  vnímat alkoholismus rodičů či jinou rodinnou dysfunkčnost. Naučit se zaměřit se sám na sebe a převzít  zodpovědnost za svůj vlastní život a být rodičem sám sobě.  Zaměřit se na budování sebe sama, přebírat osobní odpovědnost jednoznačným zastáváním práva na zdravý život a aktivně pracovat  na změnách nezbytných k jeho dosažení. Už není oběť, ale někdo, kdo aktivně buduje svůj život a může se vyléčit z nezdravých vzorců chování, jednání a cítění. Zažije pocit celistvosti. Spolu s tím jak se mu DDA stane bezpečným místem, nalezne svobodu vyjádřit všechna svá zranění a strach, které jste dosud držel v sobě a osvobodí se od pocitu studu a obviňování, které si nese z minulosti. Stanete se dospělým člověkem, který již nebude vězněm svých dětských reakcí. To dítě, které je v něm se uzdraví a tak se naučí milovat a přijímat sama sebe.
- Pravidelnou účastí na setkáních uvidíte nefunkční modely jednání a cítění, které jste se naučili vedle rodiče alkoholika a naučíte se novému zdravějšímu myšlení a cítění.
- Cílem práce programu je uzdravení z ne funkčních modelů jednání a cítění. Uzdravení vnitřního dítěte.
- Program, kterým se DDA řídí je známý jako 12 kroků odvozených z AA  Aonymních alkoholiků.